# Вильдерсбак
Вильдерсбак (фр. Wildersbach) — коммуна на северо-востоке Франции в регионе Гранд-Эст (бывший Эльзас — Шампань — Арденны — Лотарингия), департамент Нижний Рейн, округ Мольсем, кантон Мюциг. До марта 2015 года коммуна административно входила в состав упразднённого кантона Ширмек (округ Мольсем).
Площадь коммуны — 3,3 км², население — 314 человек (2006) с тенденцией к стабилизации: 303 человека (2013), плотность населения — 91,8 чел/км².

## Население
Население коммуны в 2011 году составляло 315 человек, в 2012 году — 311 человек, а в 2013-м — 303 человека.
| 1962 | 1968 | 1975 | 1982 | 1990 | 1999 | 2006 | 2008 | 2011 | 2012 | 2013 |
| ---- | ---- | ---- | ---- | ---- | ---- | ---- | ---- | ---- | ---- | ---- |
| 322  | 292  | 265  | 264  | 260  | 282  | 314  | 319  | 315  | 311  | 303  |

Динамика населения:

## Экономика
В 2010 году из 206 человек трудоспособного возраста (от 15 до 64 лет) 148 были экономически активными, 58 — неактивными (показатель активности 71,8 %, в 1999 году — 71,9 %). Из 148 активных трудоспособных жителей работали 139 человек (78 мужчин и 61 женщина), 9 числились безработными (6 мужчин и 3 женщины). Среди 58 трудоспособных неактивных граждан 17 были учениками либо студентами, 25 — пенсионерами, а ещё 16 — были неактивны в силу других причин.

## Достопримечательности (фотогалерея)

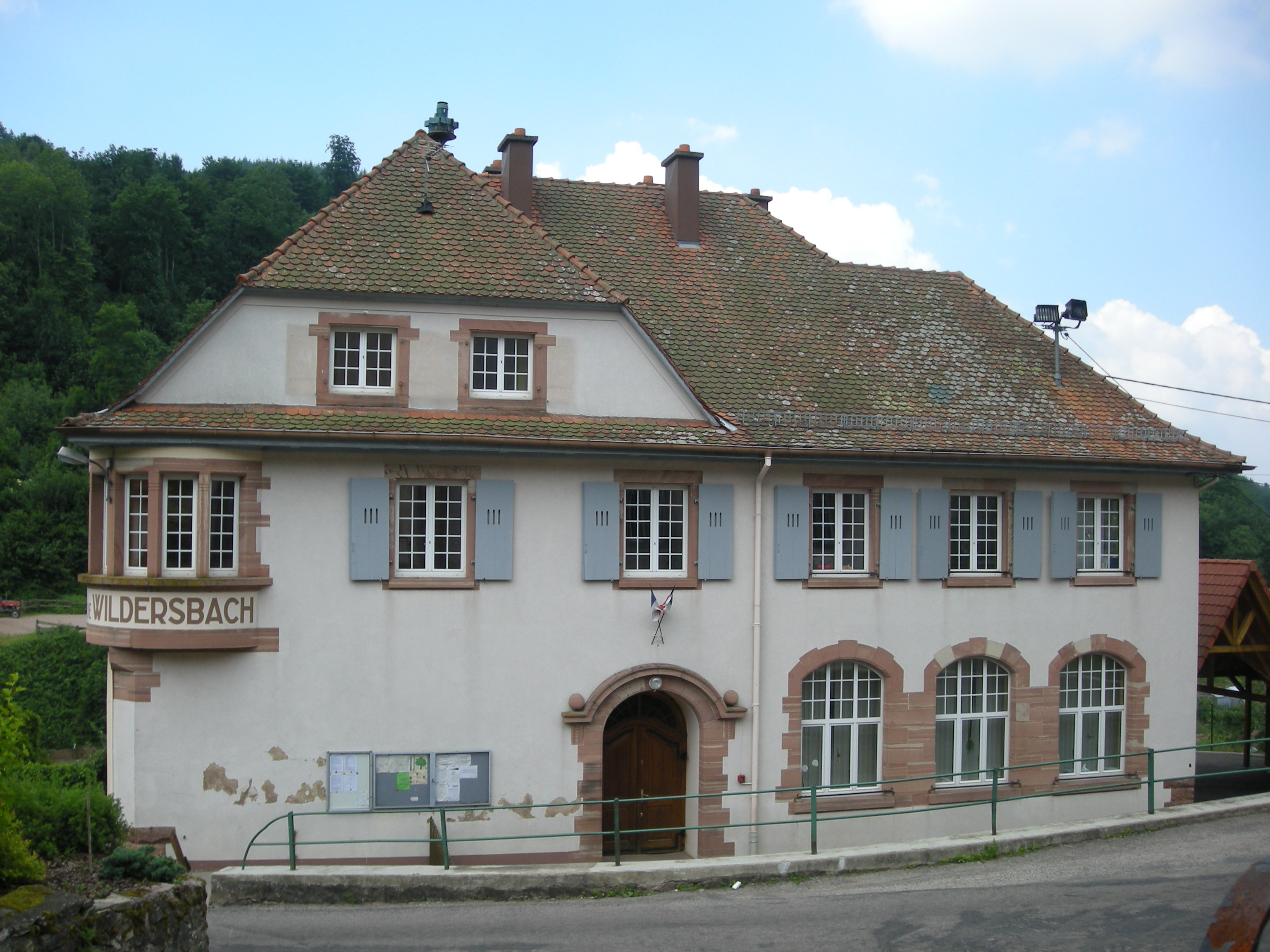
Здание мэрии-школы
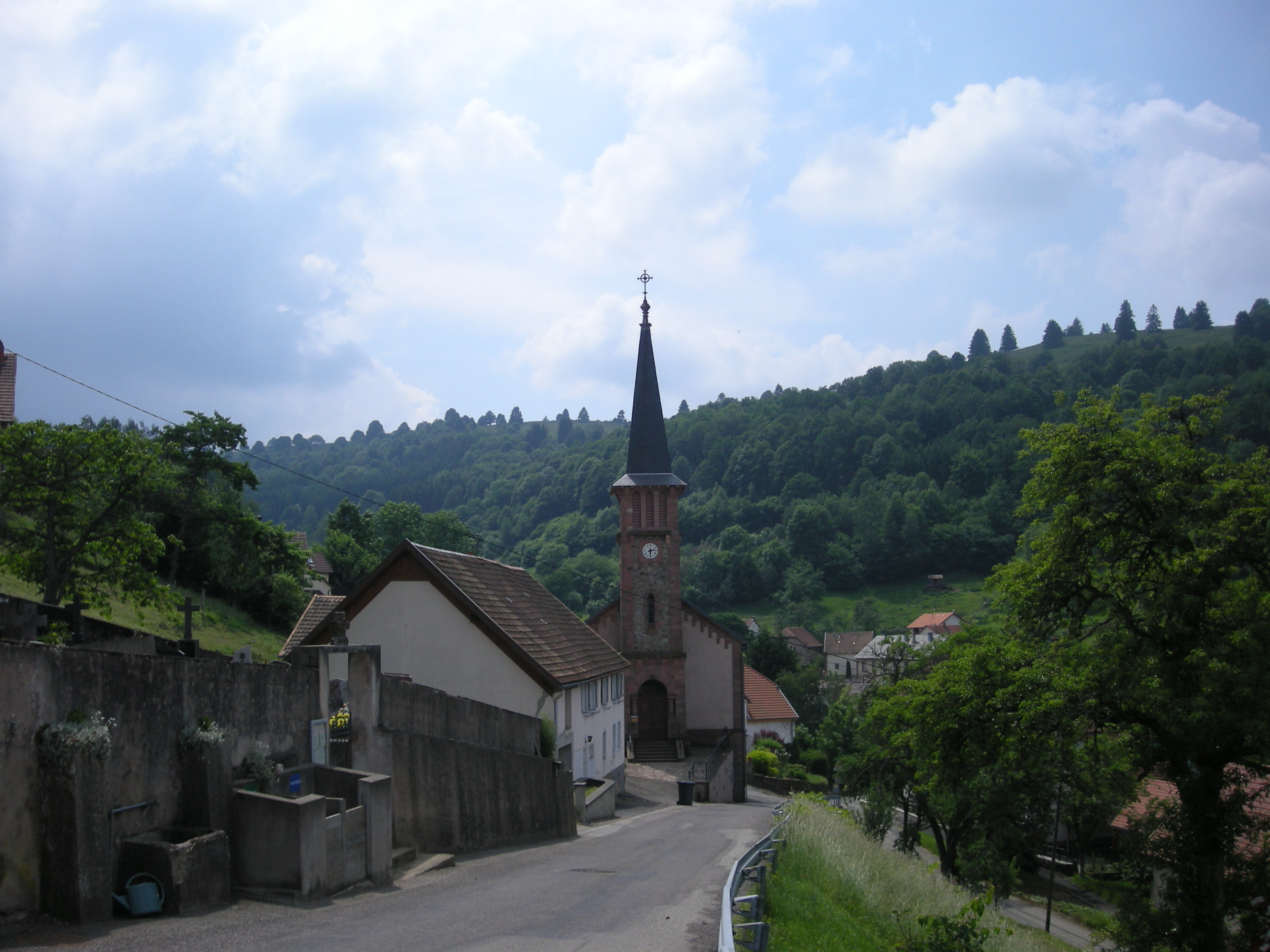
Церковь